# Катастрофа Ан-8 в Кировабаде
Катастрофа Ан-8 в Кировабаде — авиационная катастрофа военно-транспортного Ан-8 советских ВВС, произошедшая в понедельник 25 января 1965 года в Кировабаде, при этом погибли 6 человек.

## Катастрофа
Экипаж из 708-го отдельного военно-транспортного авиаполка в составе из 6 человек (КК — лётчик 1-го класса капитан Сидоров) выполнял перегонку самолёта Ан-8 с запасного аэродрома Герань на основной аэродром Кировабад. Заход на посадку выполнялся днём, при этом в облаках наблюдалось обледенение, а нижняя граница облачности составляла 320 метров. Экипаж доложил диспетчеру о прохождении ДПРМ, после чего, вероятно, довыпустил закрылки. Но затем машина вдруг быстро опустила нос и под углом 30° врезалась в склады Кировабадского масложирового комбината, вызвав пожар. Весь экипаж погиб.

## Причины
Причиной катастрофы, по мнению комиссии, стало обледенение стабилизатора, в результате чего стабилизатор вышел на закритические углы атаки, так как образовавшийся на его поверхности лёд уменьшил эти самые критические углы. Обледенение в свою очередь было вызвано нерабочей противообледенительной системой хвостового оперения, а экипаж не проверил её работоспособность перед вылетом. Это привело к так называемому «клевку» — самопроизвольному переходу на пикирование. В условиях обледенения стабилизатора максимальный угол выпуска закрылков составляет 25°.
Лишь когда через год по той же причине произошла катастрофа в Лахте, на самолётах Ан-8 начали устанавливать сигнализаторы обледенения РИО-2. Проблема с «клевком» наблюдалась и у «потомков» Ан-8: пассажирского Ан-10 (катастрофы во Львове 16.11.1959 и 26.02.1960) и транспортного Ан-12 (катастрофы под Сургутом 22.01.1971 и 31.01.1971). Впоследствии на Ан-10 и Ан-12 эффективность противообледенительной системы стабилизатора была увеличена.